# 尤利 (佛羅里達州)
尤利（英語：Yulee）是位於美國佛羅里達州拿騷縣的一個人口普查指定地區。

## 地理
尤利的座標為30°37′50″N 81°34′26″W / 30.63056°N 81.57389°W，而該地最高點為海拔高度11米（即36英尺）。

## 人口
根據2010年美國人口普查的數據，尤利的面積為466.20平方千米，當中陸地面積為平方千米，而水域面積為平方千米。當地共有人口28798人，而人口密度為每平方千米61人。